# Плавання на літніх Олімпійських іграх 2024 — естафета 4x100 метрів вільним стилем (чоловіки)
Змагання з плавання в естафеті 4x100 метрів вільним стилем серед чоловіків на літніх Олімпійських іграх 2024 відбудуться 27 липня на Арені Дефанс. Це буде чотирнадцята поява цієї дисципліни на Олімпійських іграх. Уперше її провели в 1964 і 1972 роках, а потім на кожній Олімпіаді починаючи з 1984 року.

## Формат змагань
Змагання складаються з двох раундів: попередні запливи та фінал. Збірні, що показали 8 найкращих результатів у попередніх запливах, виходять до фіналу. У тому разі, коли на останнє місце потрапляння до фіналу претендують дві чи більше збірні з однаковим часом, передбачено перепливання.

## Розклад
Вказано центральноєвропейський час (UTC+1)
| Дата          | Час   | Раунд             |
| ------------- | ----- | ----------------- |
| 27 липня 2024 | 10:00 | Попередні запливи |
| 27 липня 2024 | 20:30 | Фінал             |

## Результати

### Попередні запливи
| Місце | Заплив | Доріжка | Країна                | Плавець | Час     | Нотатки |
| ----- | ------ | ------- | --------------------- | --- | ------- | ------- |
| 1     | 1      | 5       | Китай (CHN)           | Ван Хаоюй (48.61) Чень Цзюнер (48.10) Цзі Сіньцзє (47.93) Пань Чжаньле (46.98)                             | 3:11.62 | Q       |
| 2     | 2      | 4       | Австралія (AUS)       | Джек Картрайт (48.51) Вільям Янґ (48.39) Флінн Саутем (47.91) Кайл Чалмерс (47.44)                         | 3:12.25 | Q       |
| 3     | 1      | 3       | Велика Британія (GBR) | Данкан Скотт (48.61) Джекоб Віттл (47.90) Александер Когун (47.91) Том Дін (48.07)                         | 3:12.49 | Q       |
| 4     | 2      | 5       | США (USA)             | Раян Гелд (48.52) Меттью Кінґ (48.40) Гантер Армстронґ (47.50) Кайлеб Дрессел (48.19)                      | 3:12.61 | Q       |
| 5     | 2      | 3       | Канада (CAN)          | Фінлай Нокс (49.03) Юрі Кісіл (48.34) Хав'єр Асеведо (48.15) Джошуа Льєндо (47.25)                         | 3:12.77 | Q       |
| 6     | 1      | 4       | Італія (ITA)          | Лоренцо Дзадзері (48.88) Леонардо Деплано (48.23) Паоло Конте Бонін (48.03) Мануель Фріго (47.80)          | 3:12.94 | Q       |
| 7     | 1      | 6       | Угорщина (HUN)        | Нандор Немет (48.07) Себастьян Сабо (48.02) Адам Ясо (48.74) Хуберт Кош (48.13)                            | 3:12.96 | Q       |
| 8     | 1      | 7       | Німеччина (GER)       | Йоша Зальхов (48.56) Рафаель Мірослав (47.87) Лука Армбрустер (48.29) Петер Вар'ясі (48.43)                | 3:13.15 | Q       |
| 9     | 1      | 2       | Іспанія (ESP)         | Серхіо Де Селіс Монтальбан (48.84) Луїс Домінгес (48.27) Сезар Кастро (47.91) Маріо Молья (48.17)          | 3:13.19 |         |
| 10    | 2      | 6       | Бразилія (BRA)        | Гільєрме Сантус (48.57) Марсело Черігіні (48.21) Габріель Сантос (48.86) Брено Коррея (48.58)              | 3:14.22 |         |
| 11    | 2      | 1       | Сербія (SRB)          | Велімір Степанович (49.10) Нікола Ачин (48.66) Юстин Цветков (49.44) Андрей Барна (47.48)                  | 3:14.68 |         |
| 12    | 1      | 1       | Франція (FRA)         | Адрієн Сальван (49.21) Рафаель Фант-Дамер (48.34) Гійом Гут (48.66) В. Амазіг Єбба (48.63)                 | 3:14.84 |         |
| 13    | 1      | 8       | Польща (POL)          | Матеуш Хованець (49.13) Домінік Дудис (48.75) Бартош Піщорович (48.39) Каміл Серадзький (48.67)            | 3:14.94 |         |
| 14    | 2      | 7       | Ізраїль (ISR)         | Томер Франкель (48.60) Гал Коен Грумі (48.22) Денис Локтєв (48.87) Олексій Гливинський (49.72)             | 3:15.41 |         |
| 15    | 2      | 8       | Швеція (SWE)          | Робін Гансон (49.09) Бйорн Селіґер (48.61) Еліас Перссон (48.71) Ісак Еліассон (49.30)                     | 3:15.71 |         |
| 16    | 2      | 2       | Греція (GRE)          | Андреас Вазайос (49.50) Панайотіс Боланос (49.68) Стергіос Маріос Білас (48.70) Одіссеус Меланідіс (49.59) | 3:17.47 |         |

### Фінал
| Місце | Доріжка | Країна                | Плавець                                                                                         | Час     |
| ----- | ------- | --------------------- | ----------------------------------------------------------------------------------------------- | ------- |
| 1     | 6       | США (USA)             | Джек Алексі (47.67) Кріс Ґільяно (47.33) Гантер Армстронґ (46.75) Кайлеб Дрессел (47.53)        | 3:09.28 |
| ;     | 5       | Австралія (AUS)       | Джек Картрайт (48.03) Флінн Саутем (48.00) Кай Тейлор (47.73) Кайл Чалмерс (46.59)              | 3:10.35 |
| 3     | 7       | Італія (ITA)          | Алессандро Мірессі (48.04) Томас Чеккон (47.44) Паоло Конте Бонін (48.16) Мануель Фріго (47.06) | 3:10.70 |
| 4     | 4       | Китай (CHN)           | Пань Чжаньле (46.92) Цзі Сіньцзє (48.58) Chen Juner (48.10) Ван Хаоюй (47.68)                   | 3:11.28 |
| 5     | 3       | Велика Британія (GBR) | Метт Річардс (47.83) Джекоб Віттл (48.54) Том Дін (47.72) Данкан Скотт (47.52)                  | 3:11.61 |
| 6     | 2       | Канада (CAN)          | Джошуа Льєндо (47.93) Юрі Кісіл (48.18) Фінлай Нокс (48.26) Хав'єр Асеведо (47.81)              | 3:12.18 |
| 7     | 8       | Німеччина (GER)       | Йоша Зальхов (48.28) Рафаель Мірослав (47.66) Luca Armbruster (48.43) Peter Varjasi (47.92)     | 3:12.29 |
| 8     | 1       | Угорщина (HUN)        | Нандор Немет (47.76) Себастьян Сабо (48.46) Adam Jaszo (48.38) Хуберт Кош (48.51)               | 3:13.11 |